# Kradziejów (Piaseczno)
Kradziejów - dawna dzielnica, dalej w granicach miasta Piaseczna, w województwie mazowieckim, w powiecie piaseczyńskim.
Nazwa pochodzi od przypadku mieszkańca pochodzącego z kresów wschodnich, którego kiedyś okradziono.
Przez jakiś czas Kradziejów podawany był jako oficjalny adres zamieszkania.